# Drop the Pressure
«Drop the Pressure» es una canción de música electrónica realizada por el DJ y productor escocés Mylo. Fue lanzada como el primer sencillo del álbum Destroy Rock & Roll, el 18 de octubre de 2004 por el sello propio de Mylo, Breastfed Recordings. Alcanzó la tercera posición en el UK Singles Chart y logró ingresar en varias listas musicales de Europa. La canción repite la frase “Motherf*ckers gonna drop the pressure” constantemente, empleando una efecto en la voz.

## Lista de canciones de Drop the Pressure
Reino Unido – Maxisencillo
1. «Drop the Pressure» (Clean Radio Mix) – 3:16
2. «Drop the Pressure» (Clean Club Mix) – 5:15
3. «Drop the Pressure» (Club Mix) – 5:14
4. «Drop the Pressure» (Riton Rerub) – 6:41
5. «Drop the Pressure» (Erol Alkan's Extended Re-Edit) – 9:26
6. «Drop the Pressure» (Felix da Housecat Mix) – 5:18
7. «Drop the Pressure» (Dirty Minds Rework) – 6:12
8. «Drop the Pressure» (Mylo Vs. The Glimmers Edit) – 7:58

## Posicionamiento
| Lista (2004-05)                             | Mejor posición |
| ------------------------------------------- | -------------- |
| Alemania (Media Control AG)                 | 43             |
| Australia (ARIA)                            | 46             |
| Bélgica (Flandes) (Ultratop 50)             | 27             |
| Bélgica (Valonia) (Ultratip Bubbling Under) | 3              |
| Francia (SNEP)                              | 34             |
| Irlanda (IRMA)                              | 34             |
| Italia (FIMI)                               | 43             |
| Países Bajos (Dutch Top 40)                 | 22             |
| Reino Unido (UK Singles Chart)              | 19             |

## Doctor Pressure
«Doctor Pressure» es un mash-up entre las canciones "Drop the Pressure" de Mylo y "Dr. Beat" de Miami Sound Machine. Originalmente creado en octubre de 2004 por el dúo Phil n' Dog. La canción fue lanzada como sencillo y alcanzó el #3 en el UK Singles Chart, # 12 en la listas musicales de Australia, e ingreso en varias listas musicales de Europa y en el Hot Dance Club Songs de los Estados Unidos. La banda The Feeling versionó esta canción, el 3 de marzo de 2006, para la BBC Radio 1 en el programa Live Lounge. El video es una mezcla entre los videos de "Drop the Pressure" y "Dr. Beat" y fue creado por Stuart Warren-Hill de la banda Hexstatic.

### Lista de canciones de Doctor Pressure
Reino Unido – Descarga digital
1. «Doctor Pressure» (Clean Radio Edit) – 3:20
2. «Doctor Pressure» – 3:25
3. «Doctor Pressure» (Clean Club) – 5:38
4. «Doctor Pressure» (Dirty Club Mix) – 5:39
5. «Doctor The Pressure» (Rex The Dog Remix) – 7:03
6. «Doctor The Pressure» (Stanton Warriors Edit) – 4:46

### Posicionamiento en listas de Doctor Pressure
| Lista (2005)                          | Mejor posición |
| ------------------------------------- | -------------- |
| Alemania (Media Control AG)           | 31             |
| Australia (ARIA)                      | 12             |
| Austria (Ö3 Austria Top 40)           | 50             |
| Bélgica (Flandes) (Ultratop 50)       | 9              |
| Bélgica (Valonia) (Ultratop 50)       | 13             |
| Dinamarca (Tracklisten)               | 15             |
| Estados Unidos (Hot Dance Club Songs) | 8              |
| Finlandia (OFC)                       | 10             |
| Francia (SNEP)                        | 30             |
| Irlanda (IRMA)                        | 5              |
| Países Bajos (Dutch Top 40)           | 17             |
| Reino Unido (UK Singles Chart)        | 3              |
| Suecia (Sverigetopplistan)            | 52             |
| Suiza (Schweizer Hitparade)           | 66             |